# Gramática sistémico funcional
La Gramática sistémico funcional es un modelo gramatical desarrollado por Michael Halliday. Se trata de una orientación funcional, por lo que entiende que la forma del lenguaje natural está dada en última instancia por ser una herramienta comunicativa.
Esta teoría considera al lenguaje como un sistema de opciones disponibles, de los que cada frase o sintagma es un conjunto de opciones resultantes (estructura). De allí el "sistémico" de su nombre: el objetivo de la teoría es reconstruir el sistema de opciones disponibles a partir de los enunciados ya emitidos por los hablantes de una lengua (es decir, la estructura).
Este modelo ha sido utilizado por Richard Hudson para desarrollar la Word Grammar.

## Unidades de la gramática
El sistema se actualiza a través de textos (tanto escritos como orales). Estos son la unidad a través de la que se realiza el análisis y la descripción del sistema. Un texto es una unidad semántica construida a partir del sistema de opciones que se caracteriza por ser coherente, cohesiva y por tener un significado.
Se supone que cada texto debe ser coherente al contexto comunicativo en el que se presenta. Esto rescata la idea de que los enunciados lingüísticos de un determinado individuo están condicionados al contexto social en el que se realizan. Esta adecuación del texto al contexto comunicativo recibe el nombre de registro.
El registro presenta tres aspectos:
- Campo: determinado por el contexto social en donde surge el texto. (Una clase escolar, conversación con amigos, etc)
- Tenor: determinado por la formalidad del intercambio comunicativo y por la relación que mantienen sus participantes.
- Modo: determinado por los recursos requeridos para la transmisión informativa: vocabulario, estilo, forma y medio de expresión, etc.

Estos tres aspectos del registro se ven reflejados en unidades menores al texto denominadas cláusulas. Una cláusula es una estructura predicativa en la que se proyectan las funciones del lenguaje. Desde una perspectiva formal, puede considerarse cláusula a la estructura formada por un verbo, sus argumentos y sus adjuntos circunstanciales.

## Metafunciones del lenguaje
La producción de textos está condicionada a las propiedades del campo, el tenor y el modo, y a la forma en que estos aspectos se relacionan a las funciones primarias del lenguaje:
- Metafunción Ideacional: Mediante esta los hablantes interpretan y organizan su experiencia del mundo real, establecen relaciones lógicas y se forman su visión de mundo.

- Metafunción Interpersonal: Mediante esta se establecen y mantienen relaciones sociales, roles comunicativos, grupos sociales, y consolida la identidad de los hablantes.

- Metafunción textual: Esta función permite que los hablantes creen textos de forma apropiada y pertinente, que son la unidad básica de todo proceso comunicativo de transmisión de significado.

Como ya se dijo, estas funciones se proyectan en la cláusula. Esto se logra a través de tres sistemas: el sistema de transitividad, el sistema de modo y el sistema textual.

## El modelo
La gramática léxico funcional rescata la idea estructuralista de niveles lingüísticos o estratos. Pero, en cuanto al sistema de la lengua, a diferencia de los demás sistemas semióticos este posee una estructura triestatal, donde el plano del contenido se subdivide en dos niveles.
- El primer estrato es semántico y se encuentra determinado por las tres funciones del lenguaje.
- El segundo estrato es léxico-gramatical. Realiza los significados dados en el nivel superior en unidades fonológicas, morfológicas y sintácticas.
  - La estructura del estrato Léxico-gramatical está organizado en subniveles.
  - Cláusula -> Grupo / Frase compleja
  - Grupos / Frase -> Palabra compleja
  - Palabras -> Morfema complejo
  - Morfemas
- El tercer estrato es el fonografológico, correspondiente al plano de la expresión del sistema de la lengua.

## Estratos o niveles lingüísticos
La estructura del lenguaje esta directamente relacionada con sus funciones.
El texto es una unidad que pertenece a la semántica –la cual se manifiesta por medio del texto– pero que se estructura por medio de recursos léxico-gramaticales que a su vez se articulan con fonemas.

## Aportes de Gramática sistémico-funcional a la enseñanza

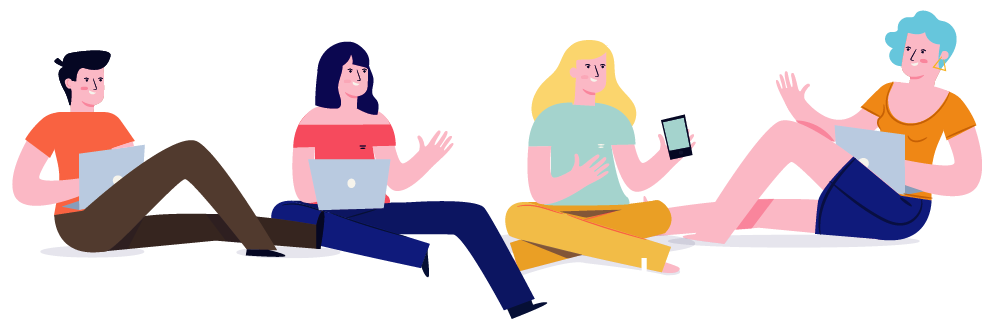
Los usuarios configuran el uso del lenguaje según el contexto.

Sobre la base del texto fundante de la gramática textual, Cohesion in English (1976) de Halliday y Hasan, otros enfoques teóricos –comunicacionales, discursivos, culturales, semióticos-  complejizan el campo de los estudios textuales ofreciendo herramientas que funcionan como orientaciones para la enseñanza de la lengua y las propuestas de procedimientos de comprensión y producción.
Martín Menéndez Salvio sostiene que esta teoría permite trabajar con textos y valorizarlos como elementos constitutivos de la cultura. Además desarrolla algunos conceptos para abordar el lenguaje como la codificación formal de significados.
Si decimos que los significados se realizan formalmente, la dicotomía forma/significado se resuelve en la materialidad de los textos en tanto unidades semántico-pragmáticas de significados producidos, negociados e intercambiados. 
Los significados han de ser comprendidos desde dos conceptos:
- La importancia del hablante como actor social.
- La importancia del contexto socio-histórico-cultural en el cual se producen los intercambios.[1]

Es decir que la gramática sistémico funcional proporciona elementos teóricos y metodológicos para enseñar lengua a partir del uso que los hablantes realizan en contextos determinados lo cual permite incluir formas de variedades dialectales. 